# Kedma
Kedma ist ein israelisch-französisch-italienisches Filmdrama, bei dem Amos Gitai Regie führte. Das Historiendrama spielt 1948 während des Bürgerkriegs in Palästina zwischen Juden und Arabern.

## Handlung
Das rostige Frachtschiff Kedma erreicht im Mai 1948 die Küste des britischen Mandatsgebiets Palästina, kurze Zeit vor Ausrufung der Unabhängigkeit des Staates Israel. An Bord sind mehrere hundert Juden aus verschiedenen Ländern Europas, die den Holocaust überlebt haben und nun als illegale Einwanderer nach Palästina kommen. Britische Soldaten wollen sie daran hindern, ins Land zu kommen. Der Film zeigt das Schicksal einer Gruppe Einwanderer, die den Soldaten entkommen konnten. In einem provisorischen Lager der jüdischen Untergrundorganisation Palmach werden sie mit Waffen ausgerüstet und beteiligen sich an Kämpfen des Bürgerkriegs. In den Monologen eines arabischen Bauern und eines jüdischen Flüchtlings, der in Europa viel erlitten hat, bringt Gitai Positionen beider Seiten zum Ausdruck.

## Preise und Festivals
Der Film wurde erstmals bei den Internationalen Filmfestspielen von Cannes 2002 gezeigt. Im September 2002 lief er beim Toronto International Film Festival. Beim São Paulo International Film Festival 2002 wurde er als bester Film ausgezeichnet.

## Kritiken
„Da sich sein Film jedoch weniger für die Menschen, als für die ziemlich pathetischen Thesen interessiert, die er ihnen in den Mund legt, bleibt bei ihm dieser erste israelisch-palästinensische Krieg eine von der gegenwärtigen Eskalation abgetrennte, museale Momentaufnahme.“

## Sonstiges
Der japanische Regisseur Toshi Fujiwara drehte 2002 den Dokumentarfilm Independence: Around the Film ‘Kedma’, a Film by Amos Gitai über den Entstehung von Gitais Film Kedma.